# Kaneko Taisei
Taisei Kaneko (sinh ngày 14 tháng 8 năm 1998) là một cầu thủ bóng đá người Nhật Bản.

## Sự nghiệp câu lạc bộ
Taisei Kaneko đã từng chơi cho YSCC Yokohama.